# Chaetomium spirochaete
Chaetomium spirochaete är en svampart som beskrevs av Palliser 1910. Chaetomium spirochaete ingår i släktet Chaetomium och familjen Chaetomiaceae.   Inga underarter finns listade i Catalogue of Life.